# Hubert Ptaszek
Hubert Ptaszek (ur. 5 lipca 1993 w Toruniu) – polski kierowca rajdowy. Syn Jacka Ptaszka, 4-krotnego mistrza Polski w rallycrossie. Po udanym debiucie w rajdowych mistrzostwach świata w kategorii WRC2 w sezonie 2016, w 2017 roku miał wziąć udział we wszystkich edycjach tego cyklu, reprezentując Orlen Team. Po czterech nieudanych startach zawiesił starty. W 2018 r. startuje w cyklu ERC.

## Początki kariery
Od najmłodszych lat kibicował ojcu, rywalizującemu w mistrzostwach Polski w rallycrossie na torach w rodzinnym Toruniu oraz podwarszawskim Słomczynie. Sam pierwsze kroki w motorsporcie postawił w wieku 8 lat, zaczynając od motocykli crossowych. Pod naciskiem rodziny, obawiającej się o ryzyko kontuzji, przesiadł się z dwóch kół na cztery i rozpoczął starty w kartingu. Po dwóch sezonach w Polsce i dwóch we Włoszech zapadła decyzja o kontynuowaniu kariery w rajdach samochodowych. Rywalizację w tej dyscyplinie sportu rozpoczął od razu po uzyskaniu prawa jazdy, pilotując swojego ojca Jacka w Rajdzie Barbórki Warszawskiej 2009. Starty za kierownicą rozpoczął w sezonie 2011, rywalizując w Rajdowym Pucharze Polski. Zadebiutował także poza granicami Polski, zajmując 10. miejsce w niemieckim Lausitz Rallye. W kolejnym roku startował już w mistrzostwach Polski i wywalczył 7. lokatę w klasyfikacji Castrol Edge Fiesta Trophy. Sezon 2013, zwieńczony 4. lokatą w Castrol Edge Fiesta Trophy, był jednocześnie ostatnim spędzonym w Polsce, a pod jego koniec Ptaszek zadebiutował w mistrzostwach świata, w Rajdzie Wielkiej Brytanii.

## Kariera w mistrzostwach świata
W latach 2014–2015 Hubert Ptaszek wystartował w trzynastu rundach mistrzostw świata. W dziesięciu zasiadł za kierownicą Forda Fiesty R2 z napędem na przednią oś, w dwóch edycjach Rajdu Polski pojechał Fordem Fiestą S2000 z napędem na cztery koła, a w Rajdzie Wielkiej Brytanii zadebiutował za kierownicą Škody Fabii R5, przygotowując się do pełnego sezonu startów w kategorii WRC-2.
W sezonie 2016 Hubert Ptaszek planował siedem startów w mistrzostwach świata Škodą Fabią R5, ale propozycja ze strony Peugeot Sport Slovakia umożliwiła rozszerzenie programu do pełnego cyklu. W Rajdzie Monte Carlo wystartował z Kamilem Kozdroniem, ale od drugiej rundy, Rajdu Szwecji, jego pilotem został Maciek Szczepaniak. Regulamin WRC-2 w sezonie 2016 dopuszczał wybranie siedmiu rajdów przez kierowcę, spośród których do końcowej klasyfikacji sezonu wliczano sześć najlepszych wyników. Ponieważ punkt 2.5 Regulaminu Sportowego WRC stanowi, iż samochód podczas rajdu może być prowadzony przez dowolnego z dwóch członków załogi, w części rajdów załoga była zgłaszana na odwrót: Maciek Szczepaniak jako kierowca i zawodnik zbierający punkty w klasyfikacji WRC-2, Hubert Ptaszek jako pilot – mimo że to on prowadził samochód. W sezonie 2017 takie rozwiązanie nie jest już możliwe, bo regulamin odgórnie narzuca trzy obowiązkowe rundy dla uczestników mistrzostw WRC-2: Rajd Portugalii, Rajd Niemiec oraz Rajd Wielkiej Brytanii.
Punkty zdobyte przez Huberta Ptaszka w rajdach, w których to on był nominowany jako kierowca, pozwoliły mu zająć siódme miejsce w klasyfikacji rocznej WRC-2. Poza Škodą Fabią R5 i Peugeotem 208 T16, wystartował także Fordem Fiestą R5. Z planowanych czternastu startów pojechał w dwunastu: Rajd Chin odwołano, a w Rajdzie Włoch załoga nie wystartowała z powodu kontuzji pilota doznanej podczas Rajdu Portugalii. Trzykrotnie stanął na podium klasyfikacji WRC-2, a w klasyfikacji generalnej raz zajął 11. miejsce, dwa razy 12. miejsce.
12 grudnia 2016 roku podczas konferencji prasowej PKN Orlen poinformowano, że w sezonie 2017 Hubert Ptaszek będzie reprezentował barwy Orlen Team w rajdowych mistrzostwach świata WRC-2. Plan startów obejmuje siedem rund, w tym trzy obowiązkowe dla uczestników WRC-2: Rajd Portugalii, Rajd Niemiec i Rajd Wielkiej Brytanii.

## Piloci
- Bartłomiej Boba (2011-2012)
- Daniel Leśniak (2011-2012)
- Kamil Kozdroń (2012-2016)
- Maciek Szczepaniak (od 2016)

## Samochody
- Ford Fiesta R2 (2011-2014)
- Škoda Fabia WRC (2013)
- Mitsubishi Lancer Evo VII (2013)
- Ford Fiesta S2000 (2014-2015)
- Ford Fiesta R2T (2015)
- Škoda Fabia R5 (2015-2016)
- Peugeot 208 T16 (2016)
- Ford Fiesta R5 (2016)

## Wyniki w WRC
| Sezon | Zespół                 | Samochód          | 1      | 2      | 3      | 4      | 5      | 6      | 7      | 8       | 9       | 10      | 11      | 12      | 13     | 14 | 15 | 16 | Punkty | Miejsce |
| ----- | ---------------------- | ----------------- | ------ | ------ | ------ | ------ | ------ | ------ | ------ | ------- | ------- | ------- | ------- | ------- | ------ | -- | -- | -- | ------ | ------- |
| 2013  | Hubert Ptaszek         | Ford Fiesta R2    | MCO    | SWE    | MEX    | POR    | ARG    | GRE    | ITA    | FIN     | DEU     | AUS     | FRA     | ESP     | GBR 37 |    |    |    | 0      | –       |
| 2014  | Ptock Racing           | Ford Fiesta R2    | MCO    | SWE 23 | MEX    |        |        |        |        |         |         |         |         |         |        |    |    |    | 0      | –       |
| 2014  | Hubert Ptaszek         | Ford Fiesta R2    |        |        |        | POR 56 | ARG    | ITA 36 |        | FIN NU  | DEU     | AUS     | FRA     | ESP 52  | GBR 53 |    |    |    | 0      | –       |
| 2014  | Hubert Ptaszek         | Ford Fiesta S2000 |        |        |        |        |        |        | POL 21 |         |         |         |         |         |        |    |    |    | 0      | –       |
| 2015  | Hubert Ptaszek         | Ford Fiesta S2000 | MCO    | SWE    | MEX    | ARG    | POR    | ITA    | POL 56 |         |         |         |         |         |        |    |    |    | 0      | –       |
| 2015  | Hubert Ptaszek         | Ford Fiesta R2T   |        |        |        |        |        |        |        | FIN 34  | DEU NU  | AUS     | FRA 33  | ESP NU  |        |    |    |    | 0      | –       |
| 2015  | Hubert Ptaszek         | Škoda Fabia R5    |        |        |        |        |        |        |        |         |         |         |         |         | GBR 32 |    |    |    | 0      | –       |
| 2016  | The Ptock              | Škoda Fabia R5    | MCO 18 | SWE NU |        |        | POR NU |        | POL NU | FIN 15* |         |         |         |         |        |    |    |    | 0      | –       |
| 2016  | Peugeot Sport Slovakia | Peugeot 208 T16   |        |        | MEX 11 | ARG 12 |        | ITA    |        |         | DEU 16* |         | ESP NU* |         | AUS 12 |    |    |    | 0      | –       |
| 2016  | The Ptock              | Ford Fiesta R5    |        |        |        |        |        |        |        |         |         | FRA 33* |         | GBR NU* |        |    |    |    | 0      | –       |

* Zgłoszenie załogi Maciek Szczepaniak/Hubert Ptaszek

## Wyniki wWRC-2
| Sezon | Zespół                 | Samochód          | 1     | 2      | 3     | 4     | 5      | 6   | 7      | 8      | 9      | 10     | 11      | 12      | 13     | 14 | 15 | 16 | Punkty | Miejsce |
| ----- | ---------------------- | ----------------- | ----- | ------ | ----- | ----- | ------ | --- | ------ | ------ | ------ | ------ | ------- | ------- | ------ | -- | -- | -- | ------ | ------- |
| 2015  | Hubert Ptaszek         | Ford Fiesta S2000 | MCO   | SWE    | MEX   | ARG   | POR    | ITA | POL 20 | FIN    | DEU    | AUS    | FRA     | ESP     |        |    |    |    | 0      | 47.     |
| 2015  | Hubert Ptaszek         | Škoda Fabia R5    |       |        |       |       |        |     |        |        |        |        |         |         | GBR 12 |    |    |    | 0      | 47.     |
| 2016  | The Ptock              | Škoda Fabia R5    | MCO 7 | SWE NU |       |       | POR NU |     | POL NU | FIN 7* |        |        |         |         |        |    |    |    | 57     | 7.      |
| 2016  | Peugeot Sport Slovakia | Peugeot 208 T16   |       |        | MEX 2 | ARG 2 |        | ITA |        |        | DEU 9* |        | ESP NU* |         | AUS 3  |    |    |    | 57     | 7.      |
| 2016  | The Ptock              | Ford Fiesta R5    |       |        |       |       |        |     |        |        |        | FRA 7* |         | GBR NU* |        |    |    |    | 57     | 7.      |

* Zgłoszenie załogi Maciek Szczepaniak/Hubert Ptaszek

## Wyniki wRajdowych Mistrzostwach Europy
| Rok  | Zespół         | Samochód       | 1      | 2      | 3     | 4      | 5   | 6   | 7   | 8   | Pkt. | Msc. |
| ---- | -------------- | -------------- | ------ | ------ | ----- | ------ | --- | --- | --- | --- | ---- | ---- |
| 2018 | Hubert Ptaszek | Škoda Fabia R5 | POR 48 | ESP 17 | GRE 3 | CYP 22 | ITA | CZE | POL | LVA |      | *    |

* – sezon trwa